# Pierre André Latreille
Aquest autor és citat en taxonomia animal amb el nom «Latreille».
Pierre André Latreille (Briva la Galharda, 20 de novembre del 1762 - París, 6 de febrer de 1833) fou un naturalista francès, considerat el fundador de l'entomologia moderna.
La seva mare el va abandonar sota un pont poc després de néixer i va ser recollit per una família modesta que li va donar la primera educació. En realitat, era fill il·legítim del lloctinent-general Jean-Joseph-Baptiste Sahuguet d’Amarzit, baró d’Espagnac. El cognom "Latreille" li va ser concedit formalment l'any 1813, i es deriva d’un sobrenom de procedència incerta.
Latreille va quedar orfe a una edat primerenca, però va tenir protectors influents que el varen cuidar, un metge i un comerciant de Brive, i més tard el baró i la seva família, que el varen dur a Paris l’any 1778. El baró ostentava el càrrec de governador de Les Invalides (ho va ser entre el 1766 i el 1783) i va reclamar Latreille al seu costat; i encara que mai el va reconèixer com a fill seu, li va oferir la possibilitat d'estudiar i va ser matriculat al prestigiós col·legi Cardinal Lemoine, adscrit a la Universitat de París.
En aquell moment, Latreille ja tenia un gran interès per la història natural i visitava el Jardin du Roi erigit per Georges-Louis Leclerc, comte de Buffon, i caçava insectes pels voltants de Paris. Va rebre lliçons de botànica de René-Just Haüy, la qual cosa li va permetre conèixer els grans naturalistes Jean-Baptiste Lamarck i Johan Christian Fabricius.
L'any 1783, just quan va morir el seu pare, Latreille va ingressar en el Gran Seminari de Limoges, i el va abandonar tres anys després com a diaca. Malgrat ser qualificat per predicar, Latreille va escriure que mai havia portat a terme les seves funcions com a ministre, encara que durant anys, fins al 1792, va signar les seves cartes com "l'Abbé Latreille" (reverend Latreille) o "Latreille, Prêtre" ("Latreille, sacerdot). Latreille va tornar al seu poble natal, Brive, i allà es va dedicar a l'estudi dels insectes, que ja havia iniciat abans a París, al Muséum d’Histoire Naturelle.
El 1788, Latreille va tornar a Paris i va entrar a treballar en el Muséum, on es va dedicar a l'estudi sistemàtic dels insectes. En primer lloc, va publicar el seu treball titulat Mémoire sur les Mutilles découvertes en France, que el va fer conegut entre la comunitat científica.
Un cop caigut l’Ancien Régime, i a l’inici de la Revolució Francesa (1790), va ser aprovada la nova Constitució civil del clergat, la qual exigia als sacerdots que fessin un jurament (laïcitzant) de lleialtat a l'estat. Però Latreille no ho va voler fer i llavors va ser empresonat per la seva condició de sacerdot refractari (novembre de 1793) sota l’amenaça d’execució.

## Necrobia ruficollis

Necrobia ruficollis (imatge recollida dels Proceeding Zoological Society, 1854)

A la tardor de 1794, Latreille estava tancat en el Gran Seminari de Bordeus, convertit en presó, i esperava la marxa a la Guaiana francesa, condemnat amb la deportació per no haver prestat jurament al nou règim.
Un dia, en un racó de la cel·la va veure un insecte que sortia d’un forat del terra, un coleòpter blau i vermell que no coneixia, la captura del qual li va causar un gran plaer. En aquell moment va entrar el cirurgià de servei, que feia visita als empresonats, i d’aquella cel·la al company de Latreille, un bisbe malalt i d’edat avançada.
El metge va veure l'escarabat i Latreille li va dir que era una espècie rara. Llavors li va proposar que li donés, coneixia un jove naturalista que s’interessava pels insectes i segurament li encantaria tenir-ne aquest exemplar. Latreille va accedir de bon grat amb l'única condició que aquell entomòleg li digués el nom del coleòpter.
El col·leccionista en qüestió era Jean-Baptiste Bory de Saint-Vincent, que en el futur es convertiria en cèlebre naturalista, però en aquell moment només un principiant de setze anys. Malgrat tots els seus esforços per descobrir el nom de l'espècie, no va poder satisfer els desitjos de Latreille i li va respondre que aquell insecte no havia estat descrit mai.
Latreille s’adonà que aquell noi coneixia la matèria i li va fer saber qui era ell, condemnat a ser deportat a la Guiana i sense possibilitats de continuar treballant en l'examen dels gèneres descrits per Fabricius en la seva obra Traité sur les genres.
Llavors, Bory de Saint-Vincent, que havia llegit algunes de les comunicacions científiques de Latreille i sabia de la seva vàlua, començà a fer actives gestions a través de la seva família (pare i oncle havien estat recentment alliberats de la presó de Hâ), i de l’amic i conciutadà Dargelas, membre de la guàrdia nacional.
Finalment, tots aquests esforços varen tenir recompensa i el Comité revolucionari d’aquell Departament francès va decretar la llibertat del presoner. Amb l’ordre de sortida, Dargelas es va dirigir al seminari i allà li varen dir que el comboi ja havia sortit en direcció al pontó d’embarcament. Hi anà amb presses cap al port i agafà una barca que el portà al mig del riu, on el vaixell Le Républicain estava atracat en espera de salpar. Dargelas va presentar els documents oficials i Latreille va ser definitivament alliberat i acollit durant un temps a casa de Bory de Saint-Vincent. Tres dies després de la seva alliberació varen conèixer la notícia que el vaixell que devia transportar els companys d’infortuni de Latreille a la Guaiana francesa, havia naufragat davant l’illot de Cordouan (costa normanda) i que només els mariners havien escapat a la mort.
Quant a l’insecte, ja havia estat descrit per Fabricius l’any 1775 amb el nom de Dermestes ruficollis. Però Latreille, estudiant l’obra de Fabricius, Précis des caractères génériques des insectes, el classificà posteriorment amb un altre gènere, que ell batejà com Necrobia, en reconeixement d'aquest succés i per perpetuar el record de la seva salvació.
Necrobia prové del grec νεκρός (necrós), mort, i βίος (bíos), vida. És a dir, que dona la vida al mort. El nom de l'espècie, ruficollis, prové del llatí i significa que té el coll vermell. Es tracta d'un coleòpter de la família Cleridae que es troba per tot Europa amb certa freqüència, sovint en cadàvers en avançat estat de descomposició.

## Estudis i publicacions
Després de l’anècdota amb la Necrobia, sovint popularitzada i més o menys deformada, Latreille va viure com a mestre, va aprofundir en l'estudi de la sistemàtica dels insectes i va mantenir correspondència amb diversos entomòlegs, notablement amb Fabricius, alumne de Linné i professor a Kiel, qui el va estimular a continuar amb aquesta tasca.
L’any 1796 va publicar a Briva, costejant-se ell mateix l'edició, Précis des caractères génériques des Insectes, disposés dans un ordre naturel. El 1797 va ser posat sota arrest domiciliari i se li varen confiscar els seus llibres, però gràcies a la influència de Georges Cuvier, Bernard de Lacépède i Lamarck (tots ells catedràtics de zoologia en el recentment creat Museu Nacional d’Història Natural) va ser perdonat poc temps després.
L'any 1798, un cop abandonar el sacerdoci, Latreille va ser contractat per aquest museu com a ajudant naturalista en la càtedra de Lamarck, aprofundint en l'estudi de les col·leccions d’artròpodes i publicant tota una sèrie d’obres zoològiques. El mateix any, Latreille va ser acceptat com a membre de l'Institut de França i se li va encarregar l'ordenació i organització de la col·lecció entomològica del Museu. També es considera Latreille com un dels pares de la mirmecologia, atès que a començaments del segle xix, una obra seva fonamental obriria el camí cap a una especialització més gran en aquesta disciplina: el 1802 Latreille publicà Histoire naturelle des fourmis, et recueil de memoires et d'observations sur les aveilles, les araignees, les faucheurs, et autres insectes, on es descriuen a prop de 100 espècies de formigues.
Més tard, Latreille va treballar sense defallir en la redacció d'una gran obra: Histoire naturelle générale et particulière des Crustacés et des Insectes, en catorze volums, que apareixen entre 1802-1805 en el Cours complet d’histoire naturelle, conegut sota el nom de “Suites à Buffon” (Continuacions a Buffon).
L'any 1814 va morir el gran naturalista i entomòleg Guillaume-Antoine Olivier i Latreille el va succeir com a membre titular de l’Acadèmia de Ciències de l'Institut de França, a la secció de zoologia. En els següents anys, la tasca de Latreille va ser especialment productiva, escrivint nombrosos articles per a les Memóries del Museu, tota la part dedicada als artròpodes del Règne Animal de Georges Cuvier, i centenars d’entrades pel Nouveau Dictionnaire d’Histoire Naturelle. El 1821, Latreille va ser nomenat cavaller de la Legió d’Honor. 
Quan Lamarck va quedar cec, Latreille va incrementar la seva tasca de com a professor investigador. A partir de 1824 va començar a tenir problemes de salut i a dependre dels ajuts d'altres naturalistes amics seus, com Le Peletier, Audinet-Serville i Guérin-Méneville, per tal de completar la publicació del volum desè de l’Encyclopédie Methodique d’Entomologie, en col·laboració amb altres autors. L'any 1825 publicà les Famílies naturales du règne animal, on separa els amfibis dels rèptils, seguint en això els treballs d'Alexandre Brongniart.
Latreille també va ser professor de zoologia a l'escola veterinària de Maisons-Alfort; i l'any 1829, quan va morir Lamarck, es va fer càrrec de la Càtedra de Zoologia al Museu de Ciències Naturals en la matèria d'invertebrats (crustacis, aràcnids i insectes), mentre que Henri-Marie Ducrotay de Blainville ho va fer en la de mol·luscs. En el moment de prendre possessió del càrrec, Latreille, que durant tota la seva vida havia viscut enmig de penúries econòmiques, es va lamentar tot dient que "ara em doneu pa quan ja no em queden dents".
L'any 1832 es va fundar la Société Entomologique de France, la primera del món d'aquestes característiques. Latreille va ser proclamat, amb la unanimitat de tots els membres, com a president honorari; la qual cosa fa que sigui el primer titular d’una càtedra d’entomologia i el primer president de la primera societat entomològica del món.

## Mort de Latreille

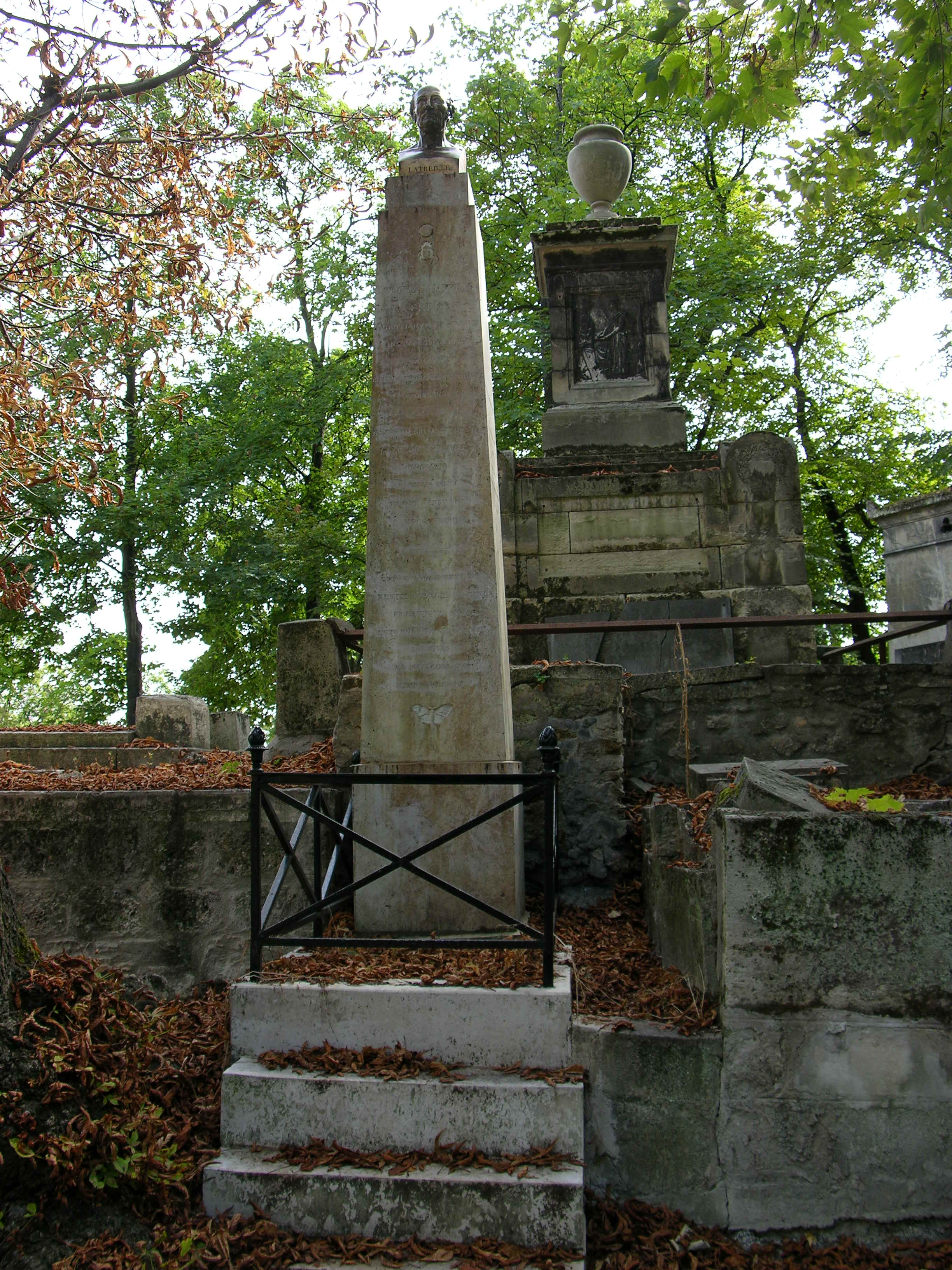
Obelisc erigit en honor de Latreille (Cementiri de Père Lachaise)

A partir de 1824, la salut de Latreille va començar a deteriorar-se; va lliurar les seves conferències a Jean-Victor Audouin i va incorporar diversos assistents per ajudar-lo en els seus treballs d’investigació, com els que després serien grans entomòlegs Louis-Michel Lepeletier, Jean-Guillaume Audinet-Serville o Félix-Edouard Guérin-Méneville.
Latreille es va casar, però no està clara la data de matrimoni, i a més la seva petició de ser alliberat del vot de celibat no va ser mai reconegut. La seva dona va emmalaltir i morir el maig de 1830. L'abril de 1832, Latreille va deixar París per protegir-se d’una epidèmia de còlera que devastava la capital, i no hi va tornar fins al mes de novembre. Finalment, el 6 de febrer de 1833 va morir en el seu allotjament en el Museu a causa d'una afecció de la bufeta. No va tenir fills, però va adoptar un nebot seu, Jean-Jacques Valade-Gabel, que seria conegut per la seva dedicació cap als sord-muts.

Bust de Latreille

A la sessió del 20 de febrer de 1833, la Société Entomologique va decidir, per unanimitat, obrir una subscripció entre els associats, per tal d’erigir, sobre la tomba de Latreille, un monument que servis per recordar els serveis que aquest gran naturalista havia donat a la ciència. El monument, començat a final de gener de 1835, va ser acabat l'estiu del mateix any, amb un cost total de 943 francs.
La tomba de Latreille es troba en el cementiri de l'est, conegut com a Père Lachaise (el lloc dit del Protestant, divisió 39ª, avinguda transversal nº 1, línia 1. Moiroux: 030). El monument té la forma d’un obelisc truncat de 9 peus d’alt (2,7 metres), compost d’un monòlit en pedra de Château-Landon. A la part del davant hi ha la següent inscripció: PETRUS ANDREA LATREILLE / SCIENTIARIUM ET ARTIUM INSTITUTI GALLICI SOCIUS / IN MUSEO PARISIENSI ENTOMOLOGIAE PROFESSOR ETC. / NATUS IN BRIVA-CUBRETIA XXIX DIE NOVEMBRI MDCCLXII / PARISIIS OBIIT VI DIE FEBRUARII MDCCCXXXII / ENTOMOLOGIAE PRINCIPI PARENTES SODALES DISCIPULI PRAESIDIQUE SUO ENTOMOLOGORUM GALLIAE SOCIETAS EX AERE COLLATO AEDIFICAVERUNT. Aquesta llarga inscripció està encapçalada per un escarabat egipci (Ateuchus sacer) i acabada per un papallona nocturna (Saturna pyri).
En la part superior de l’obelisc es troba un bust en bronze amb l'efígie del mateix Latreille, esculpit per Louis-Parfait Merlieux, el qual va ser ofert a la Societat pel fill adoptiu de Latreille, Valade-Gabel, jutament amb tots els documents del savi. Aquest bust, de grandor natural, porta en la part baixa el nom de Latreille; i sobre un dels costats es troba una figura de Necrobia ruficollis, envoltada d’aquests mots: Necrobia Ruficollis Latreillei salus anno MDCCXCIII.
Sobre la tomba de Latreille, i en el moment de l'enterrament, varen ser fets tres discursos, a càrrec de Geoffroy Saint-Hilaire, Pierre-Louis Cordier i Jean-Victor Audouin. Quan es va inaugurar el monument i el bust, el discurs va ser efectuat per Charles-Athanase Walckenaer.

## El llegat de Latreille
La feina de Latreille va ser molt significativa en el sentit que va ser el primer estudiós que va intentar una classificació natural dels artròpodes, que en l'actualitat encara és àmpliament utilitzada. De la mateixa manera que moltes espècies i infinitat de gèneres, els noms de molts taxons superiors també van ser atribuïts a Latreille, entre els quals Zygentoma, Siphonaptera, Pycnogonida, Ostracoda, Stomatopoda, Decapoda, Anfípoda, Isopoda, Xiphosura, Melipona o Myriapoda.
Malgrat que Latreille va nomenar moltes espècies, el seu interès principal es va dirigir cap a la descripció de gèneres. El seu esperit observador i metòdic li va permetre aportar nous punts de vista en diverses matèries, especialment la sistemàtica. Ell va proposar tota una jerarquia, creant categories intermèdies entre l’ordre i el gènere: família, tribu i sub-tribu, la qual cosa va permetre classificar millor aquests animals en un “ordre natural” combinant caràcters variats.
Latreille va produir una gran quantitat de documentació científica, la qual s’estén a través de diversos camps; i va ser descrit per Fabricius com a “Entomologorum nostri aevi princeps” (el més destacat entomòleg del nostre temps); i per Audouin com a “Entomologiae prínceps” (el príncep de l'entomologia).
Com a testimoni de la gran estima que es tenia sobre ell, molts llibres li vares ser dedicats, i fins a 163 espècies varen ser nominades en el seu honor entre 1798 i 1850, com per exemple Callicnemis latreillei (Laporte de Castelnau, 1832), Carabus latreillei (Déjean, 1826), Artimelia latreillei (Godart, 1823), Osmia latreillei (Spinola, 1806), o Bombus latreillelus (Kirby, 1802).e

## Llista de publicacions
- Précis des caractères génériques des insectes disposés dans un ordre naturel(1796)

- Histoire naturelle des reptiles (4 volums, 1801) amb Charles-Nicolas-Sigisbert Sonnini de Manoncourt (1751-1812),editada com una part de l'obra de Buffon (les "Suites à Buffon")

- Histoire naturelle générale et particulière des crustacés et insectes (14 volumes, 1802-1805), editada igualment com una part de les "Suites à Buffon"

- Genera crustaceorum et insectorum, secundum ordinem naturalem et familias disposita (4 volums, 1806-1807)

- Considérations grustacés, des arachnides, et des insectes (1810)
- Col·laboració en el tercer volum de George Cuvier dedicat als insectes, el Règne animal distribué d’après son organisation pour servir de base à l’histoire naturelle des animaux et d’introduction à l’anatomie comparée (4 volums, 1817)
- Mémoires sur divers sujets de l'Histoire Naturelle des Insectes, de Géographie Ancienne et de Chronologie de l'Histoire Naturelle des Insectes, de Géographie Ancienne et de Chronologie (1819)

- Histoire naturelle et iconographique des insectes coléoptères d’Europe (1822), en col·laboració amb el naturalista francès Pierre-François-Maire-Auguste Dejean (1780-1845).

- Familles naturelles du règne animal, exposés succinctement et dans un ordre analytique (1825)

- Cours d'entomologie (1831-1833)

- Es va encarregar de les seccions dedicades a crustacis, aràcnids i insectes del Recueil d’observations de zoologie et d’anatomie comparée de Georges Cuvier.

- Latreille va publicar nombrosos articles als Annales du Muséum, l'Encyclopédie méthodique, i el Dictionnaire classique d'histoire naturelle.